# Psicología

Psi (Ψ), letra griega comúnmente asociada con la psicología.

La psicología (del griego clásico ψυχή, transliterado psykhé ‘psique, alma, actividad mental’ y λογία logía  ‘tratado, estudio’) es, a la vez, una ciencia, disciplina académica y profesión que trata el estudio y el análisis de la conducta y los procesos mentales de los individuos y de grupos humanos en distintas situaciones, cuyo campo de estudio abarca todos los aspectos de la experiencia humana y lo hace para fines tanto de investigación como docentes y laborales, entre otros. 
Hoy en día, la psicología no es una ciencia unitaria, pues existen diversas perspectivas psicológicas, que se corresponden con enfoques, corrientes o escuelas, cada una de las cuales posee sus propios sistemas conceptuales y metodológicos. Entre ellas, puede haber coincidencias o, por el contrario, claras incompatibilidades; esta variedad da pie a múltiples acepciones y abordajes. Algunas corrientes se definen a sí mismas de modo excluyente, es decir, como la única vía para alcanzar un conocimiento sólido o científico y una intervención eficaz en psicología (por ejemplo, el conductismo watsoniano o el psicoanálisis freudiano), aunque con el tiempo, sus seguidores se han ido tornando cada vez más permeables a las influencias de otras escuelas. Por su parte, enfoques como en el humanismo consideran que el método científico no es adecuado para investigar la conducta; otros, como el conductismo, lo emplean para comportamientos observables que pueden ser objetivamente medidos. Finalmente, hay corrientes —como la psicología aplicada o las terapias cognitivo-conductuales— que integran diversos elementos de otras escuelas en la medida en que resultan útiles para sus fines, generalmente, la intervención (clínica, educativa, en organizaciones, etc.).
Por medio de sus diversos enfoques, la psicología explora conceptos como la percepción, la atención, la motivación, la emoción, el funcionamiento del cerebro, la inteligencia, el pensamiento, la personalidad, las relaciones personales, la conciencia y la inconsciencia. La psicología emplea métodos empíricos cuantitativos y cualitativos de investigación para analizar el comportamiento. También se pueden encontrar, especialmente en el ámbito clínico o de consultoría, otro tipo de métodos cualitativos y mixtos. Mientras que el conocimiento psicológico es empleado frecuentemente en la evaluación o tratamiento de las psicopatologías, en las últimas décadas los psicólogos también están siendo empleados en los departamentos de recursos humanos de las organizaciones, en áreas relacionadas con el desarrollo infantil y del envejecimiento, los deportes, los medios de comunicación, el mundo del derecho y las ciencias forenses. Aunque la mayor parte de los psicólogos están involucrados profesionalmente en actividades terapéuticas (clínica, consultoría, educación), una parte también se dedica a la investigación, desde las universidades, sobre un amplio rango de temas relacionados con el comportamiento y el pensamiento humano.
Las áreas de estudio de la psicología presentan relaciones de cierta complejidad. La psicología fisiológica, por ejemplo, estudia el funcionamiento del cerebro y del sistema nervioso, mientras que la psicología experimental aplica técnicas de laboratorio para estudiar temas como la percepción o la memoria.

## Etimología
El vocablo griego ψυχή (psykhé) significa «alma», «mente», «aliento», «vida», «viento frío», «soplo helado» y era representado simbólicamente con una mariposa, mientras que -λογία (-logia) describe al «habla» o el «discurso», «tratado», «doctrina», etc.; por tanto, psicología significa literalmente «estudio del alma» y denota al «estudio de la mente».
La palabra «psicología» fue utilizada por primera vez en lengua latina por el poeta y humanista cristiano Marko Marulić, en su libro Psichiologia de ratione animae humanae a finales del siglo XV o a comienzos del XVI, y posteriormente en la obra de un autor alemán, Rudolf Göckel, que publicó el texto Psychologia hoc est de hominis perfectione, anima, ortu (Marburg, 1590). Algunos consideran que ese vocablo procede de una traducción erudita del libro De Anima de Aristóteles.
El término se difundió a través de la Reforma protestante en Alemania y los escritos de Philippe Melanchthon, y también se encuentra el término en francés, por ejemplo en el texto Psichologie ou traicté de l'apparition des esprits, de Noël Taillepied (1588). En cuanto a la lengua inglesa, la primera referencia conocida de psychology apareció en la obra de Steven Blankaart, en 1694.
El vocablo no ganó popularidad en el ámbito ilustrado sino hasta el uso del mismo a cargo del filósofo alemán Christian Wolff, quien lo usó en sus obras Psychologia empirica (1732) y Psychologia rationalis (1734).
Por otro lado, en español, escribir «sicología» y «sicólogo» es tan válido como escribir psicología y psicólogo, si bien las dos últimas grafías son preferibles en la lengua culta, por ser las que derivan directamente de un étimo griego.

## Ámbito científico
Las distintas escuelas, teorías y sistemas psicológicos han enfocado sus esfuerzos en diversas áreas, existiendo desde los enfoques que se centran exclusivamente en la conducta observable (conductismo), pasando por los que se ocupan de los procesos internos tales como el pensamiento, el razonamiento, la memoria, etc. (como el cognitivismo) o las orientaciones que ponen el acento en las relaciones humanas y el pensamiento humanista de la posmodernidad y en la comunicación basándose en la teoría de sistemas, hasta los sistemas psicológicos que focalizan en los procesos inconscientes (como el psicoanálisis o la psicología analítica). El alcance de las teorías abarca áreas o campos que van desde el estudio del desarrollo infantil de la psicología evolutiva hasta cómo los seres humanos sienten, perciben o piensan; cómo aprenden a adaptarse al medio que les rodea o resuelven conflictos.
Para algunos autores, como los de la corriente académica anglosajona del Behavioural sciences, el ámbito de investigación y acción de la psicología científica es exclusivamente el comportamiento humano, distinguiendo solo tres áreas: ciencia de la conducta, ciencia cognitiva y neurociencia.
Como disciplina científica, registra las interacciones de la personalidad en tres dimensiones: cognitiva, afectiva y del comportamiento. Es materia de controversia si acaso otras dimensiones (como la moral, social y espiritual, incluyendo las creencias religiosas) de la experiencia humana forman o no parte del ámbito de la psicología, como asimismo, en qué medida el abordaje de tales aspectos puede ser considerado científico.

### Métodos de investigación
En cuanto a la metodología utilizada, la psicología ha discurrido tradicionalmente por dos opciones de investigación:
- La psicología entendida como ciencia básica o experimental, enmarcada en el paradigma positivista, y que utiliza un método científico de tipo cuantitativo, a través de la contrastación de hipótesis, con variables cuantificables en contextos experimentales, y apelando además a otras áreas de estudio científico para ejemplificar mejor sus conceptos. Los métodos empleados dentro de esta perspectiva son los siguientes: investigación correlacional, investigación experimental, observación naturalista, estudio de casos, encuesta.[20] El primer laboratorio de estudio de la psicología experimental fue fundado en el año 1879 por el psicólogo alemán Wilhelm Wundt.
- Se ha intentado comprender el fenómeno psicológico en su complejidad real, desde una perspectiva más amplia pero menos rigurosa, mediante la utilización de metodologías cualitativas de investigación que enriquecen la descripción e interpretación de procesos que, mediante la experimentación clásica cuantificable, resultan más difíciles de abarcar, sobre todo en ámbitos clínicos. A diferencia del método experimental naturalista, la investigación de enfoque sociocultural no se ocupa del estudio de procesos específicos o variables aisladas, producidas o analizadas experimentalmente, sino que procura una explicación de los fenómenos en su dimensión real, asumiendo la realidad del sujeto como un escenario complejo de procesos integrados e interrelacionados, tanto en el individuo como en su mundo sociocultural, y con una perspectiva histórico-biográfica, en el entendido de que ningún proceso puede ser aislado y, más aún, de que se trata de procesos irreversibles.

### Organizaciones científicas
Los psicólogos suelen estar organizados localmente en colegios profesionales y también en asociaciones científicas, que pueden ser de carácter local, nacional, continental y mundial. En el caso de los colegios profesionales, estos cumplen una función normativa, ya que en muchos países se exige al psicólogo poseer una autorización para ejercer su profesión, a lo que se denomina indistintamente licencia, colegiatura o registro, entre otras formas. No existe un colegio profesional internacional; cuando un psicólogo necesita ejercer su actividad profesional en un país diferente a aquel en el que ha obtenido su titulación, debe revalidar su título y obtener una nueva licencia.
La Unión Internacional de la Ciencia Psicológica (IUPSyS, por sus siglas en inglés) es la entidad que representa a la psicología en el mundo, congregando a los comités nacionales que representan a las Asociaciones de Psicólogos de cada país. Una de las asociaciones de psicólogos más importantes es la Asociación Psicológica Estadounidense (APA, que ha publicado normas para la elaboración y publicación de trabajos científicos ampliamente difundidas y utilizadas en varios ámbitos de la ciencia. En América Latina, destaca la Sociedad Interamericana de Psicología (SIP). En el 2002, se fundó la Unión Latinoamericana de Entidades de Psicología (ULAPSI), con el propósito de generar una comunidad científica y profesional de los psicólogos de esta región, a fin de generar alternativas conceptuales y prácticas que correspondan a las grandes necesidades y a la diversidad cultural de estos países; pretende una psicología con compromiso social y combatir el tradicional colonialismo científico para dialogar de manera crítica con los conocidos psicólogos europeos, asiáticos y norteamericanos.

## Cronología de las escuelas y corrientes psicológicas
Sin ánimo de ser exhaustivos, podemos enumerar las siguientes como las principales escuelas o tendencias en la historia de la psicología. La fecha y el nombre que acompañan en algunos casos pueden ser cuestionados y tienen una finalidad orientativa, ya que siempre existen unos antecedentes y confluencias de autores, pensamientos y aportes que no siempre hacen fácil la tarea del historiador de la psicología.
- Asociacionismo, Herbart, 1776-1841
- 1879, psicología experimental, W. Wundt
- 1890, psicología funcionalista, William James (James Rowland Angell, 1907)
- 1898, estructuralismo, Edward Titchener
- 1896, psicoanálisis, Sigmund Freud
- 1911, psicología aplicada, Hugo Münsterberg[25]
- 1913, conductismo, John Broadus Watson
- 1927, psicología histórico-cultural, Lev Vygotski
- 1940, terapia Gestalt, Fritz Perls
- 1953, terapia conductual, Lindsley, Skinner y Solomon
- 1954, terapia racional emotiva conductual, Albert Ellis
- 1955, constructivismo, Jean Piaget y George Kelly
- 1960, terapia cognitiva, Aaron T. Beck
- 1962, psicología humanista, Asociación Estadounidense de Psicología Humanista
- 1967, psicología cognitiva, Ulric Neisser
- 1973, neuropsicología, Alexander Luria[26]
- 1986, conexionismo, Grupo de Investigación PDP
- 1990, psicología positiva, Martin Seligman
- 1992, psicología evolucionista, Barkow, Cosmides y Tooby.

## Corrientes y escuelas psicológicas

### Asociacionismo
El asociacionismo es una corriente epistemológica precursora de los enfoques subyacentes a buena parte de las corrientes psicológicas surgidas durante el siglo XX. Constituye un principio psicológico que afirma que todo lo conocemos por medio de los sentidos, y surge la pregunta siguiente: «entonces, ¿de dónde vienen las ideas complejas, que no son directamente sentidas?». La respuesta a esta pregunta nos proporciona el primer principio de la Asociación:

«Las ideas complejas provienen de la asociación de otras más simples.»

### Psicología experimental
La psicología experimental es una disciplina científica que considera que los fenómenos psicológicos pueden ser estudiados mediante el método experimental y hace referencia al trabajo realizado por quienes aplican métodos experimentales para el estudio del comportamiento y de los procesos que los sustentan. Los psicólogos experimentales emplean participantes humanos y sujetos animales para el estudio de un gran número de temas que incluyen, entre otros, la sensación y percepción, la memoria, el conocimiento, el aprendizaje, la motivación, la emoción, los procesos de desarrollo y la psicología social, junto con el soporte neural de todos ellos.

### Funcionalismo
El funcionalismo es una corriente enfocada a estudiar la mente a través de sus funciones, y no tanto de sus posibles estructuras. Es decir, cómo interactuamos como individuos con nuestro entorno y cómo nos desenvolvemos en el medio. Un ejemplo que ilustra esta corriente es la función del corazón. Tácitamente la importancia de este órgano radica en bombear la sangre a todo el cuerpo para que funcione correctamente, no importando así si es de metal o de plástico.

### Estructuralismo
El estructuralismo en psicología considera la «estructura de la mente» como objeto de estudio. Es decir, la psicología se ocuparía del análisis de la consciencia a través de sus supuestos componentes elementales y el modo en que estos se articulan. De esta forma, se opone al funcionalismo, que da mayor importancia a las funciones de la consciencia, esto es, a los procesos psicológicos.
Los postulados de la psicología estructuralista no crean postulados formales, sino enunciados destinados a guiar la conducta del científico. Los supuestos fundamentales del estructuralismo no se explican de una manera fácilmente asequible, es imposible hacer una enunciación lógica adecuada respecto del número, suficiencia y adecuación de los postulados estructuralistas.

### Psicoanálisis
El psicoanálisis (del griego ψυχή [psykhé], 'alma' o 'mente', y ἀνάλυσις [análysis], 'análisis', en el sentido de examen o estudio) es una práctica terapéutica y técnica de investigación fundada alrededor de 1896 por el neurólogo austríaco Sigmund Freud. A partir del psicoanálisis se han desarrollado posteriormente diversas escuelas de psicología profunda o de orientación dinámica y analítica. Asimismo, la teoría ha influido sobre muchas otras escuelas psicológicas y de terapias no necesariamente psicoanalíticas.
El psicoanálisis tiene como objetivo la investigación de la vida psíquica y la aplicación clínica de un método de psicoterapia (la «cura por la palabra») basadas en la exploración del inconsciente. A través de la técnica de la asociación libre, el psicoanálisis analiza e interpreta las formaciones del inconsciente: los sueños, los actos fallidos, los síntomas, entre otras.
El interés de Freud recayó en el tratamiento de individuos que manifestaban un comportamiento anormal extrayendo sus conclusiones de la observación clínica, técnica que reivindica frente a la de la experimentación. Freud creía que poderosos impulsos biológicos, principalmente de naturaleza sexual, influían en el comportamiento humano. Opinaba que estas tendencias eran inconscientes y que creaban conflictos entre el individuo y las normas sociales. El trabajo de Freud surgió en parte del trabajo clínico de Josef Breuer y otros. Posteriormente, el psicoanálisis se desarrolló en diferentes direcciones, principalmente a partir de estudiantes de Freud, algunas de ellas en oposición a los postulados freudianos, como en el caso de Alfred Adler y en el del colaborador de aquel, Carl Gustav Jung, así como por pensadores neofreudianos, como Erich Fromm, Karen Horney y Harry Stack Sullivan.

### Psicología aplicada
La Psicología aplicada es una rama de la psicología que tiene como objeto dar la solución a problemas prácticos y cotidianos del comportamiento humano, aumentar la calidad de vida u optimizar el funcionamiento de los grupos de personas. De este modo, se sirve de los conocimientos acumulados, de las diversas técnicas y los métodos desarrollados por la psicología básica para alcanzar su fin.

### Conductismo
La psicología conductista norteamericana se forjó como una disciplina naturalista con inspiración en la física (en oposición a la psicología fundada por Wundt, quien en 1879 creó el primer laboratorio en Alemania); se caracteriza por recoger hechos sobre la conducta observada objetivamente, y a organizarlos sistemáticamente, elaborando teorías para su descripción, sin interesarse demasiado por su explicación. Estas teorías conductistas se basan en el método científico, y procuran conocer las condiciones que determinan el comportamiento de cualquier animal, siguiendo el esquema causa-efecto, y permiten en ocasiones la predicción del comportamiento y la posibilidad de intervenir en ellas. Es una psicología que se orienta más hacia la producción tecnológica.
Uno de los defensores más importantes del conductismo fue Burrhus Frederic Skinner, quien escribió diversos trabajos con gran controversia acerca de diferentes técnicas psicológicas para la modificación del comportamiento. Una de sus principales técnicas fue el condicionamiento operante, forma de aprendizaje a consecuencia de estímulos reforzadores del ambiente. El fin de las teorías de Skinner era crear una sociedad en completa armonía.
La mayor parte de los estudios se realizan en seres humanos. No obstante, es habitual que la psicología experimental realice estudios del comportamiento animal, tanto como un tema de estudio en sí mismo (cognición animal, etología), como para establecer medios de comparación entre especies (psicología comparada), punto que a menudo resulta controvertido, por las limitaciones evidentes derivadas de la extrapolación de los datos obtenidos de una especie a otra. La tecnología computacional es otra de las metodologías utilizadas para elaborar modelos de conducta y realizar verificaciones y predicciones.

### Psicología de la forma
El surgimiento (en Alemania) de la Gestalt, como teoría psicológica, completa el panorama de la psicología centroeuropea, junto al estructuralismo, el funcionalismo, que nacieron hacia finales del siglo XIX y principios del XX, y particularmente, junto al psicoanálisis.[cita requerida]
Con fuerte acento en el idealismo trascendental kantiano, la Gestalt referirá la organización de la percepción en el sujeto a un marco estructurador de lo real a priori, esto es, independientemente de la experiencia.
La noción de Gestalt es introducida por Christian Von Ehrenfels en 1890, como «forma», «estructura» (eso significa, justamente, la palabra Gestalt en alemán), al descubrir que una misma melodía podría ser tocada sobre distintas notas, al tiempo que las mismas notas en distinto orden daban lugar a una tonada distinta.
Siendo que la tonada se da a la percepción, sucede que la totalidad estructural, o sea, la forma, la pone el sujeto.
De acuerdo con Kurt Koffka (1935), la aplicación de Gestalt significa:

«determinar que partes de naturaleza pertenecen a todos funcionales, para descubrir su posición en ellos, su grado de independencia relativa y la articulación de grandes todos en sub-todos»

La fórmula fundamental de la teoría Gestalt, puede ser expresada de la siguiente forma: 

«Hay todos cuyo comportamiento no está destinado por sus elementos individuales, sino donde los procesos parte se encuentran determinados por la naturaleza intrínseca del todo».

Es la esperanza de la teoría Gestalt el determinar la naturaleza de tales todos.

### Cognitivismo
La psicología cognitiva es una escuela de la psicología que se encarga del estudio de la cognición, es decir, de los procesos mentales implicados en el conocimiento. Se define a sí misma como heredera de la ciencia fundada por Wundt (Leipzig, 1879) y está enfocada en el problema de la mente y en los procesos mentales. Tiene como objeto de estudio los mecanismos de elaboración del conocimiento, desde la percepción, la memoria y el aprendizaje, hasta la formación de conceptos y razonamiento lógico. Lo «cognitivo» se refiere al acto de conocimiento, en sus acciones de almacenar, recuperar, reconocer, comprender, organizar y usar la información recibida a través de los sentidos. Metodológicamente, más que en la experimentación (como el conductismo), se ha apoyado en modelos, también computacionales e informáticos, para llegar a la explicación de los diversos procesos cognitivos que son de su interés. La investigación cognitivista en los campos del juicio y de la toma de decisiones han tenido un gran impacto en otras disciplinas como la economía (véase Daniel Kahneman, 2006).

### Psicología humanista
La psicología humanista es una corriente dentro de la psicología que surge en la década de los sesenta del siglo XX. Esta escuela enfatiza la experiencia no verbal y los estados alterados de conciencia como medio de realizar nuestro pleno potencial humano. Surge como reacción al conductismo y al psicoanálisis y se propone la consideración global de la persona, basándose en la acentuación en sus aspectos existenciales (la libertad, el conocimiento, la responsabilidad, la historicidad). Critica el posicionamiento de la psicología como una ciencia natural, porque este reduciría al ser humano solo a variables cuantificables y critica además, en el caso del psicoanálisis y el conductismo, la excesiva focalización en los aspectos negativos y patológicos de las personas. Uno de los teóricos humanistas más importantes, Abraham Maslow, denominó a este movimiento «la tercera fuerza», por tratarse de una propuesta crítica, pero a la vez integradora de las dos teorías (aparentemente opuestas) de la psicología de la época: el conductismo y el psicoanálisis.

### Psicobiología
La psicobiología o biopsicología es el estudio de los procesos mentales y comportamentales en los animales, incluido el ser humano, desde una perspectiva biológica. Se considera predominantemente una ciencia biológica y secundariamente una ciencia social. La psicobiología no se limita a describir la conducta, sino que la intenta explicar en términos neurobiológicos.
De acuerdo a Pinel y Barnes (2021), la psicobiología incluye a las siguientes subdisciplinas: psicología fisiológica, psicofarmacología, neuropsicología, psicofisiología, neurociencia cognitiva y psicología comparada (cognición animal). Se ocupa de estudiar cómo factores genéticos, ecológicos y epigenéticos interactúan determinando las propiedades de la percepción, consciencia, memoria, aprendizaje, apareamiento, estrés, psicopatologías, apego y demás procesos psicológicos en las distintas especies.
Los psicobiólogos estudian procesos y funciones como la percepción del color en las aves, la memoria en los moluscos y peces o las emociones en los seres humanos, entre otras.

## Psicología básica
La psicología básica es la parte de la psicología que tiene como función fundamental la recopilación y organización estructurada de conocimientos nuevos acerca de los fundamentos de actuación de los procesos psicológicos básicos, como la percepción, la atención, la memoria, el lenguaje, el aprendizaje, el razonamiento y la resolución de problemas. Por otra parte, la psicología aplicada (ver más adelante), busca solucionar problemas prácticos por medio de la aplicación y la transformación a diferentes contextos, de los conocimientos generados por la psicología básica.
La psicología, por abordar al individuo humano, constituye un campo de estudio intermedio entre «lo biológico» y «lo social». Lo biológico se presenta como substrato del sistema psíquico. Progresivamente, y en la medida que la comprensión del funcionamiento del cerebro y la mente han avanzado, los aportes de la neurobiología se han ido incorporando a la investigación psicológica a través de la neuropsicología y las neurociencias cognitivas, Teoría de las Ciencias Humanas.

### Funciones psicológicas
Tradicionalmente, estas funciones han sido estudiadas por la Psicología cognitiva, y se han planteado para cada uno diferentes modelos que explican sus mecanismos a la base. Pero, al menos en su definición, se puede describir lo siguiente:
- Atención: comprendida como el mecanismo mediante el cual el ser humano hace conscientes ciertos contenidos de su mente por encima de otros, que se mantienen a un nivel de consciencia menor. El estudio de la atención ha desarrollado modelos para explicar cómo un organismo dirige este proceso de focalización consciente de varios objetos en forma simultánea o secuencial. Una de las principales preguntas en el estudio de la atención es sobre la utilidad de este mecanismo y su relación con el estudio del aprendizaje y la conciencia.

- Percepción: entendida como el modo en que el cuerpo y la mente cooperan para establecer la conciencia de un mundo externo. Algunas de las preguntas en el estudio de la percepción son: ¿cuál es la estructura mental que determina la naturaleza de nuestra experiencia?, ¿cómo se logran determinar las relaciones entre los elementos percibidos?, ¿cómo discriminamos entre los distintos elementos para nombrarlos o clasificarlos?, ¿cómo se desarrolla durante el ciclo vital esta capacidad?, etc.

- Memoria: proceso mediante el que un individuo retiene y almacena información, para que luego pueda ser utilizada. Permite independizar al organismo del entorno inmediato (es decir, de la información existente en el momento) y relacionar distintos contenidos. El estudio de la memoria ha intentado comprender la forma en que se codifica la información, en que se almacena, y la manera en que se recupera para ser usada.

- Pensamiento: puede ser definido como el conjunto de procesos cognitivos que permiten al organismo elaborar la información percibida o almacenada en la memoria. Este ámbito ha implicado clásicamente el estudio del razonamiento y la resolución de problemas.

- Lenguaje: se puede definir como un sistema representativo de signos y reglas para su combinación, que constituye una forma simbólica de comunicación específica entre los seres humanos. En relación con este tema, la investigación ha girado en torno a preguntas como: qué tipo de reglas se establecen para el manejo del lenguaje, cómo se desarrolla el lenguaje en el transcurso del ciclo vital, qué diferencias hay entre el lenguaje humano y la comunicación en otras especies, qué relación existe entre lenguaje y pensamiento.

- Aprendizaje: El aprendizaje ha sido definido por la psicología como un cambio en el comportamiento, no atribuible al efecto de sustancias o estados temporales internos o contextuales. La capacidad de «aprender» permite al organismo ampliar su repertorio de respuestas básicas, estando el sistema nervioso humano particularmente dotado de una plasticidad notable para generar cambios y aprender nuevos comportamientos.

El aprendizaje es un metaproceso psicológico en el que se ven implicados el lenguaje, el pensamiento, la memoria, la atención, etc. Es para la psicología una de las principales áreas de estudio y aplicación, al responder a uno de los llamados conceptos centrales de la disciplina: la generación de cambio en los sistemas individuales y colectivos. Esta define procesos de aprendizaje conductual y procesos de aprendizaje cognitivo, según impliquen un cambio en la conducta o un cambio en el pensamiento.

### Psicología del aprendizaje
La psicología del aprendizaje se ocupa del estudio de los procesos que producen cambios relativamente permanentes en el comportamiento del individuo (aprendizaje). Es una de las áreas más desarrolladas y su estudio ha permitido elucidar algunos de los procesos fundamentales involucrados en el aprendizaje como proceso completo:
- aprendizaje vicario
- condicionamiento clásico
- condicionamiento operante
- habituación
- sensibilización

Básicamente existen dos teorías que explican el aprendizaje tanto humano como animal: el conductismo y el constructivismo (ver constructivismo), también conocido como cognoscitivismo. Se diferencian en las suposiciones iniciales que consideran como ciertas y que utilizan como base de sus teorías. En el conductismo, se consideran dos principios:
- El principio de equipotencia, que afirma que los procesos de aprendizaje animal y humanos son los mismos.
- El principio de fidelidad, según el cual los registros sensoriales son copia fiel de la realidad. Un principio de origen empírico. (véase empirismo).

Los constructivistas, en cambio, niegan ambos principios e incluyen los factores cognitivos, socioculturales y emocionales
como determinantes de las conductas. Entre ellos se destacan los piagetianos (seguidores de las enseñanzas de Jean Piaget), quienes hablan del principio de asimilación-acomodación como determinante del aprendizaje, según el cual cada individuo asimila un nuevo conocimiento según su estructura cognitiva acomodándolo a los conocimientos previos, eso explicaría por qué distintas personas aprenden diferentes cosas a partir de los mismos estímulos.[cita requerida]
La psicología del aprendizaje cobra una gran importancia en la educación. Docentes y pedagogos deben considerar aspectos tan importantes como la motivación, los intereses, las expectativas y necesidades de los estudiantes.[cita requerida]

### Psicología evolutiva o del desarrollo
Tiene como finalidad el estudio psicológico de las diferentes etapas de crecimiento y desarrollo del ser humano, como lo manifestó Arnold Gesell. Busca comprender la manera en que las personas perciben, entienden y actúan en el mundo y cómo todo eso va cambiando de acuerdo a la edad (ya sea por maduración o por aprendizaje). A esta materia también se le conoce con el nombre de «psicología del ciclo vital», ya que estudia los cambios psicológicos a lo largo de toda la vida de las personas. Ese sería, por tanto, el objeto de estudio de la psicología del desarrollo.
La psicología del desarrollo está interesada en explicar los cambios que tienen lugar en las personas con el paso del tiempo, es decir, con la edad. Dentro de esta área el foco de atención puede centrarse en el desarrollo físico, intelectual o cognitivo, emocional, sexual, social, moral.
Siguiendo a Erik Erikson, esos cambios que se dan en las personas a lo largo de la vida pueden ser explicados a través de unos factores que se encuentran enfrentados por parejas: la continuidad versus discontinuidad, la herencia versus el ambiente, y la normatividad versus la ideografía. También el contexto en el que se desarrollan los sujetos nos permite comprender mejor su evolución; así, es necesario destacar el contexto histórico, el socioeconómico, el cultural e incluso, el étnico, por citar los más importantes. Finalmente, el desarrollo debe ser entendido como un proceso continuo, global y dotado de una gran flexibilidad.
A lo largo del último siglo han sido varias las corrientes y los modelos teóricos que han aportado sus descubrimientos e investigaciones para explicar el fenómeno del cambio. En general, cada uno de estos modelos tiene sus propias explicaciones, a veces contradictorias, a las que se presentan desde otras teorías. Esa diversidad de paradigmas explicativos enriquece la comprensión del fenómeno del desarrollo. Entre los más significativos de estos modelos es necesario citar el psicoanálisis, la psicología genética de Jean Piaget, el modelo sociocultural de Lev Vygotski, las teorías del aprendizaje, el modelo del procesamiento de la información, y más recientemente, el modelo ecológico y el etológico.
Los investigadores que estudian niños utilizan una serie de métodos únicos de indagación para comprometerlos en tareas experimentales prediseñadas. Estas tareas a menudo semejan juegos y actividades que resulten entretenidas para los niños, y al mismo tiempo útiles desde un punto de vista científico. Además del estudio del comportamiento de niños, los psicólogos del desarrollo también estudian a individuos en otras etapas vitales, y principalmente, los momentos en que se producen las transiciones entre una etapa y otra (por ejemplo, la pubertad, o la adolescencia tardía).

### Psicopatología o psicología de la anormalidad
La psicopatología es la rama de la psicología que describe los eventos que se presentan en la conducta visible o no explícita en diversos trastornos de la conducta y los trastornos mentales, el desarrollo y las consecuencias de estos comportamientos y condiciones psíquicas, tanto desde una visión fenomenológica-clasificatoria, como circunscrita a una teoría o corriente particular.

### Psicología del arte
Es el campo de la psicología que estudia los fenómenos de la creación y de la percepción artística, desde un punto de vista psicológico. En colaboración con la estética y la crítica del arte, utiliza teorías y métodos psicológicos para el análisis de los fenómenos y las producciones artísticas. La investigación se desarrolla en varias direcciones: análisis del proceso creativo, de los productos artísticos, de las relaciones entre el artista y la obra, y entre la obra y el usuario. La psicología del arte utiliza los resultados de la investigación psicológica base, incluidas las técnicas experimentales, los resultados comparativos y las investigaciones clínicas; aborda las áreas de estudio que se refieren a los procesos cognoscitivos como la imaginación, la memoria, el lenguaje y la creatividad. Aportes como los de Gustav Theodor Fechner, Sigmund Freud, la escuela de la Gestalt (dentro de la que destaca el desarrollo de Rudolph Arnheim), Lev Vygotski y Howard Gardner han sido cruciales en el desarrollo de esta disciplina.

### Psicología de la personalidad
Durante el siglo XX, los psicólogos, al igual que los expertos en otros campos de la ciencia, se preocuparon por extender las concepciones ya existentes, especialmente en medicina, sobre los tipos de contextura física y sus relaciones con disposiciones comportamentales. A partir de este conocimiento se diseñaron varios modelos de factores de la personalidad y pruebas para determinar el conjunto de rasgos que caracterizaban a una persona. Hoy en día, la personalidad se entiende como un conjunto organizado de rasgos, es decir comportamientos relativamente permanentes y estables en el tiempo, que caracterizan a un individuo.
El estudio de la personalidad sigue estando de actualidad y se configura alrededor de tres modelos válidos: el clínico, el correlacional y el experimental. El modelo clínico da prioridad al estudio a profundidad de los individuos. El modelo correlacional busca explorar diferencias individuales mediante estudios de tipo encuesta en grandes muestras de población. El modelo experimental busca establecer relaciones causa-efecto a partir de la manipulación de variables. Si bien existen diferentes posiciones respecto al nivel de cientificidad de cada modelo, en la actualidad cada uno de ellos agrupa un conjunto de teorías de gran utilidad para el trabajo aplicado del psicólogo.
Uno de los modelos predominantes es el llamado modelo de cinco factores de la personalidad: neuroticismo, extraversión, agradabilidad, apertura y conciencia.

## Psicología aplicada
La psicología aplicada o profesional agrupa a las distintas vertientes de la psicología que tienen aplicación directa en la solución de problemas y optimización de procesos humanos con fines profesionales (de allí deriva su denominación como psicología profesional).
Muchos de los conocimientos de la psicología aplicada provienen de la psicología básica, sin embargo cabe señalar que la aplicación profesional genera constantemente nuevo conocimiento de orden conceptual y procedimental que muchas veces alcanza independencia del conocimiento básico que le dio origen.
Las vertientes más conocidas en el rubro de la psicología aplicada son la clínica, la educativa, la organizacional y la comunitaria (muchas veces denominada social o social-comunitaria); pero también existen otras ramas de creciente desarrollo.

### Psicología clínica
Se ocupa de la investigación de las funciones mentales de las personas que padecen sufrimiento, no solo derivado por un trastorno mental sino también trastornos de orientación del desarrollo de las potencialidades humanas. Puede usar como apoyo las diversas pruebas psicológicas que se han creado, pero teniendo en cuenta que jamás una prueba reemplaza a la fuente del conocimiento, que es la entrevista.[cita requerida]

### Psicología educativa

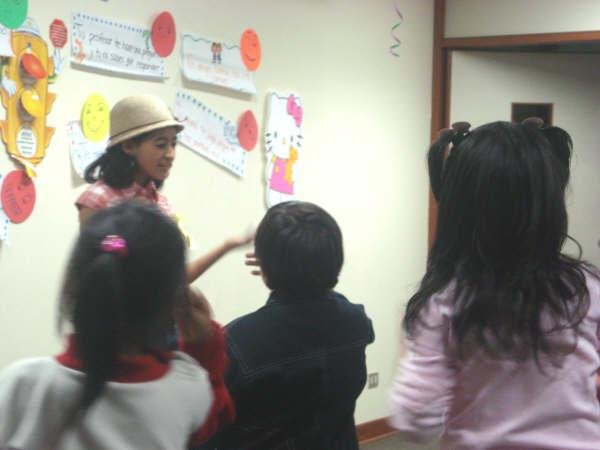
Estudiante de psicología brindando un taller de psicología educativa a estudiantes de primaria.

La psicología educativa es el área de la psicología que se dedica al estudio de los fenómenos del aprendizaje y técnicas para mejorar la enseñanza humana dentro de los centros educativos; comprende el análisis de las formas de aprender y de enseñar.
Mediante el estudio de la psicología educativa se busca conocer los factores que han intervenido en el desenvolvimiento de las potencialidades o aquellos que las dificultan.

### Psicología infantil o infantojuvenil
Es el estudio del comportamiento de los niños desde el nacimiento hasta la adolescencia, que incluye sus características físicas, cognitivas, motoras, lingüísticas, perceptivas, sociales y emocionales.
Los psicólogos infantiles intentan explicar las semejanzas y las diferencias entre los niños, así como su comportamiento y desarrollo. También desarrollan métodos para tratar problemas sociales, emocionales y de aprendizaje, aplicando terapias en consultas privadas y en escuelas, hospitales y otras instituciones.
Las dos cuestiones críticas para los psicólogos infantiles son: primero, determinar cómo las variables ambientales (el comportamiento de los padres, por ejemplo) y las características biológicas (como las predisposiciones genéticas) interactúan e influyen en el comportamiento; y segundo, entender cómo los distintos cambios en el comportamiento se interrelacionan.

### Psicología social
La psicología social investiga la interacción de los seres humanos, sobre todo en grupos y situaciones sociales, y subraya la influencia de las situaciones sociales en la conducta humana. La psicología social trata de comprender el mundo social, a la vez que se interesa por la interacción humana desde tres puntos de vista: psicológico, social y simbólico. Muchos procesos sociales implican relaciones entre personas, o la vinculación de la gente a la sociedad y a sus instituciones, o la presencia simbólica de la sociedad en la mente del individuo. El conocimiento psicosocial se aplica en áreas como las formas de atracción interpersonal, relaciones internacionales, discriminación de grupos minoritarios, publicidad, prejuicios, fanatismo, etcétera. La importancia de la matriz social en la explicación de la conducta humana exige un examen de las nociones de socialización y cultura humana, así como del pensamiento social: percepción (conocimiento de las personas), atribución (conocer las causas de la conducta propia y ajena) y cognición (conocimiento de la «realidad social»).

### Psicología industrial u organizacional
La psicología del trabajo y de las organizaciones, a veces también llamada psicología laboral o psicología organizacional, deriva de lo que inicialmente se llamó psicología industrial (y aún se le sigue llamando así, sobre todo en el ámbito de lo académico). Sin embargo, la posterior incorporación de nuevos elementos, provenientes del área de estudio de la psicología social y aplicados a las organizaciones, marca una diferencia que no solo es terminológica, sino también conceptual. Mientras la psicología organizacional enfatiza en un enfoque sistémico o estructural, poniendo el acento en las relaciones y procesos de la dinámica de la organización, a la vez que opera con una idea de organización más amplia, que incluye a las instituciones no laborales o empresariales (escuelas, hospitales, etcétera), la aproximación al tema de la psicología del trabajo o laboral se ocupa de todos los aspectos psicológicos del trabajo humano (tales como la ergonomía, el análisis de puestos de trabajo, o la selección de personal), pero poniendo énfasis en el comportamiento individual, en la manera en que el individuo actúa en su contexto laboral, en el carácter de su relación individual con la organización empresarial en la que trabaja.
La denominación «psicología del trabajo y de las organizaciones» aspira a englobar ambos enfoques, y tiene por objeto el estudio y la optimización del comportamiento del ser humano en las organizaciones, fundamentalmente en contextos laborales, profesionales y empresariales (industriales o no), pero también en otros ámbitos institucionales. Esta área de la psicología constituye, junto a la psicología clínica y la psicología de la educación, uno de los tres grandes ámbitos de aplicación de esta ciencia del comportamiento humano.

### Psicología comunitaria
Trabajan con los pobladores de una comunidad urbana o rural para el estudio de sus recursos humanos y materiales, facilitando que satisfagan necesidades vitales como salud, educación, vivienda, salubridad, alimentación, trabajo, deporte, recreación y otros.

### Psicología de la salud
El conjunto de contribuciones científicas, educativas y profesionales que las diferentes disciplinas psicológicas hacen a la promoción y mantenimiento de la salud, a la prevención y tratamiento en la especialidad, a la identificación de los correlatos etiológicos y diagnósticos de la salud, la enfermedad y las disfunciones relacionadas.

### Psicología de la emergencia
Se dedica al diseño de intervenciones en poblaciones que han sufrido desastres, ya sea en los momentos recientes o los mediatos, para aminorar las secuelas emocionales.

### Psicología forense
Comprende un amplio rango de prácticas que involucran principalmente evaluaciones de capacidad de los acusados, informes a jueces, abogados y testimonio en juzgados sobre temas determinados. Entre ellos está la psicología criminal, consistente en estimar un perfil psicológico de un individuo hipotético, que facilite la aprehensión de cualquier criminal, tomando en cuenta aspectos, conductas y evidencias del sospechoso, se le conoce como psicología criminal.

### Psicología del deporte
La Asociación Estadounidense de Psicología (APA) define a la psicología del deporte como «el estudio científico de los factores psicológicos que se asocian con la participación y el desempeño en el deporte». Sus objetivos principales son apoyar a los atletas a aumentar su desempeño y comprender el papel del deporte en la salud.

## Formación del psicólogo

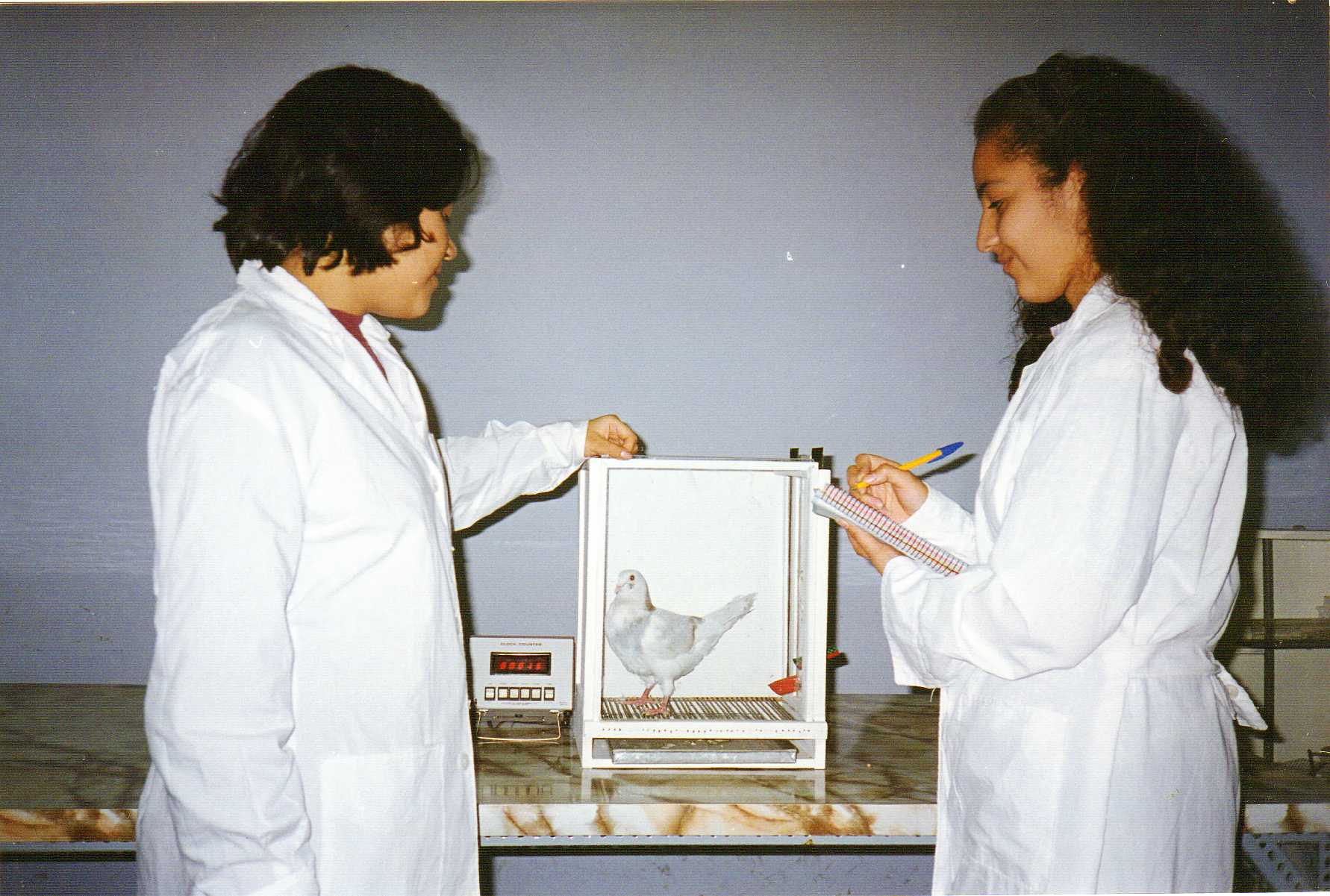
Estudiantes utilizando una «Caja de Skinner» en el antiguo Laboratorio de Psicología Experimental de la Facultad de Psicología de la Universidad de San Marcos. Lima, Perú, año 1999.

Los términos «psicólogo» y «sicólogo» tienen dos acepciones generales, por un lado el de una persona que tiene un título profesional en Psicología y que ejerce la práctica de la misma, para esto debe poseer el grado académico de Licenciado/Graduado en Psicología y haberse colegiado en el Colegio de Psicólogos de la jurisdicción donde ejerce. Cabe agregar en todo caso que no en todos los países la colegiatura es obligatoria, sino voluntaria. Esto viene determinado por las leyes particulares de cada país. Asimismo, en otros países como en Chile algunas escuelas de psicología ofrecen al estudiante la opción de recibir solo el «título profesional» de psicólogo acreditado por una práctica profesional, y no necesariamente el «grado académico» de licenciado en psicología, que implica para su acreditación la elaboración de una tesis de grado.
En otro sentido, se entiende como psicólogo a toda persona que estudia el comportamiento humano en sus diferentes ámbitos desde un enfoque científico. De ahí que personajes tan importantes como Sigmund Freud, Carl Jung, Carl Rogers, Alfred Adler, Jean Piaget, Wilhem Wundt o Eric Berne, que provienen de áreas tan dispares como la medicina, la biología y la física, sean considerados como los padres de la psicología y que se les reconozca, dentro del gremio, su estatus como psicólogos.
En casi todos los países del mundo existen facultades o escuelas de Psicología en las principales universidades tanto públicas como privadas. En las universidades que no poseen una facultad de psicología, esta carrera suele estar adscrita a las facultades de ciencias sociales, humanidades y ciencias humanas, dependiendo del país, de la institución y de la orientación de la formación.
El estudio de la psicología está especialmente difundido en Europa y Norteamérica; en América Latina está en amplio crecimiento, encontrándose especialmente desarrollada en Sudamérica, donde países como Argentina, Chile y Brasil son reconocidos en todo el mundo por sus aportes a la teoría, especialmente en el área del Psicoanálisis. Otra área de estudio desarrollada en América Latina es la psicología social y su aplicación comunitaria, donde países como El Salvador, Puerto Rico, Venezuela y México han dado varios de los teóricos más importantes en este campo.
Aunque cada programa de instrucción en psicología varía según la institución que lo imparte, en líneas generales los psicólogos deben tener formación en:

### Área sustantivo-psicológica
- historia de la psicología
- teorías psicológicas (psicoanálisis, conductismo, psicología humanista, cognitivismo, psicología de la Gestalt, etc.)
- procesos psicológicos básicos: aprendizaje, memoria, inteligencia, percepción, emoción, motivación, pensamiento, razonamiento, lenguaje, etc.
- bases biológicas del comportamiento: biología y fisiología generales; neuroanatomía y neurofisiología; neuropsicología; psicofarmacología.
- psicología evolutiva y del desarrollo humano
- psicopatología o psicología de la anormalidad: elementos de psiquiatría, evaluación y diagnóstico psicológico
- deontología (ética) psicológica

### Área metodológica y de investigación
- diseño y manejo de técnicas de exploración proyectivas y psicométricas;
- metodología de investigación: estadística aplicada a la psicología; métodos cuantitativos de investigación; métodos cualitativos de investigación; modelos matemáticos de los procesos psicológicos;
- psicología experimental.

### Área aplicada
- psicología del trabajo y las organizaciones (incluye la psicología laboral, del trabajo, industrial y organizacional)
- psicología clínica
- psicología comunitaria
- psicología educacional
- psicología forense
- psicología social
- psicología del rumor

### Área complementaria
- Antropología
- Epistemología
- Lingüística
- Lógica
- Sociología
- Teoría de las ciencias humanas
- Neuroeconomía

A estos aspectos se les suma la formación en ciencias básicas y en ciencias aplicadas, de acuerdo con la estructuración y los objetivos de cada centro de estudios profesionales que imparte la carrera.
La psicología tiene un terreno amplio de aplicaciones, tantas como hechos humanos hay. Los psicólogos frecuentemente optan por la especialización en un área de su preferencia (más del 60 por ciento de ellos se dedican a la clínica), o a aquella que represente mayores retribuciones laborales, o un mayor campo de trabajo (industrial-organizacional). Actualmente, la tendencia va más hacia la integración interdisciplinaria de los diferentes campos y con carreras afines, en pos de una comprensión de la complejidad del individuo, de su existencia y de su vida psíquica que permita estudiar, investigar, teorizar, e intervenir de una forma más adecuada, más efectiva, y más real, en los problemas que aquejan a la humanidad en su eterno devenir por la experiencia del sí mismo y de los otros.

## Diferencias entre psicología y psiquiatría
La psicología y la psiquiatría pueden ser confundidas debido a que una de las ramas de la psicología, la psicología clínica, aborda el fenómeno de la salud mental al igual que la psiquiatría. La psicoterapia psiquiátrica también ha difuminado todavía más los límites entre psiquiatría y psicología. Las diferencias fundamentales radican en la formación recibida y el uso de medicamentos para el tratamiento.

## Otras acepciones de «psicología»
Diccionarios como el Diccionario de la lengua española de la Real Academia Española recogen otros significados del término «psicología», además de los ya desarrollados en este artículo, que no se abordan centralmente en él o bien que no se mencionan de manera explícita:
- «Manera de sentir de un individuo o de una colectividad».
- «Capacidad para conocer y comprender la psicología de una persona».
- «Síntesis de los caracteres espirituales y morales de un pueblo o de una nación».[2]